# Miquel Berga i Bagué
Miquel Berga i Bagué (Salt, 1952) és un professor de literatura anglesa de la Universitat Pompeu Fabra. És llicenciat i Doctorat en Filologia Anglesa per la Universitat Autònoma de Barcelona.
Les seves principals línies de recerca són la valoració crítica de l'estat dels estudis de llengua i literatura anglesa a escala universitària i la literatura com a memòria cultural. Va ser degà de la Facultat d'Humanitats a la Universitat Pompeu Fabra i comissari de l'exposició «Centelles. Les vides d'un fotògraf 1909-1985» (Palau de la Virreina, 2006). És conegut pels seus treballs sobre George Orwell i altres escriptors anglesos que van participar en la Guerra civil espanyola. Escriu una columna dominical per a les edicions del diari El Punt des del 1992 i és editor de Catalonia Today.
Ha publicat diversos llibres com ara Entre la ploma i el fusell (Curial Edicions Catalanes S.A., 1981), No fer res i altres ocupacions (CCG Edicions, 2007) i el conte infantil La bruixa de Cadaqués (Cruïlla, 2013). Ha participat en els debats organitzats pel CCCB «Visions de guerra» (2008) i «Passats presents» (2006), i ha col·laborat amb diversos mitjans de comunicació i revistes científiques i culturals com ara la BBC (Anglaterra), la CBC (Canadà) i L'Avenç.

## Obra publicada
- 1981: Entre la ploma i el fusell (Curial Edicions Catalanes)
- 1984: Mil nou-cents vuitanta-quatre: radiografia d'un malson (Edicions 62)
- 1991: John Langdon-Davies : 1987-1971 : una biografia anglo-catalana (Editorial Pòrtic)
- 1999: Amants i altres estranys i altres proses periodístiques (Edicions 62)
- 2006: Centelles: les vides d'un fotògraf, 1909-1985 (Lonwerg Editores)
- 2007: No fer res i altres ocupacions (Curbet Edicions)
- 2008: Rastres de ciutat, rostres de ciutat (Ajuntament de Girona)
- 2011: Històries del motel : 50 anys de l'Hotel Empordà (Ara Llibres)
- 2011: Un hotel a la costa (ed) (Tusquets)
- 2012: Un hotel en la Costa Brava (ed) (Tusquets)
- 2015: La bruixa de Cadaqués (Editorial Cruïlla)
- 2016: Llegir Orwell avui / Reading Orwell today (CCCB)
- 2018: Un aire anglès (Edicions del Periscopi)[3]
- 2020: Quan la història et crema la mà: Auden i Orwell entre dues guerres (Tusquets)
- 2020: Cuando la historia te quema las manos: Auden y Orwell entre dos guerras (Tusquets)
- 2021: Una educació (Univers)
- 2024: Un país estranger (Tusquets)
- 2024: Un país extranjero (Tusquets)